# Leptodactylus fallax
Leptodactylus fallax Müller, 1926, comunemente noto con il nome di "pollo di montagna", "crapaud" o "rana di fosso gigante", è una specie di rana in pericolo critico di estinzione, originaria delle isole caraibiche di Dominica e Montserrat. La popolazione è diminuita di almeno l'80% dal 1995 al 2004, con ulteriori cali registrati in seguito. Una piccola popolazione selvatica è rimasta a Dominica, dove si sta cercando di preservarla, ma a Montserrat ne sopravvivono solo pochi individui e la loro sopravvivenza si basa ora su un progetto di riproduzione in cattività che coinvolge diversi zoo. Il declino iniziale è stato legato alla caccia per il consumo umano, alla perdita di habitat e ai disastri naturali, ma la minaccia più grave sembra ora essere la malattia fungina della citridiomicosi.

## Etimologia
Il pollo di montagna è soprannominato così perché viene predato come prelibatezza locale nelle isole di Montserrat e Dominica. Il suo sapore è simile a quello del pollo.

## Descrizione
Questa specie è una delle rane più grandi del mondo, la più grande della famiglia Leptodactylidae e la più grande rana originaria dei Caraibi. Può raggiungere 1 kg di peso e fino a 22 cm di lunghezza, anche se le dimensioni tipiche di un adulto sono di 17-18 cm e le femmine tendono a essere più grandi dei maschi. Il colore è molto variabile, con le parti superiori che variano da un marrone castagna uniforme o con barrature o macchie più scure. Il colore diventa più giallo-arancio sui lati del corpo e giallo pallido sulle parti inferiori mentre una linea nera corre dal muso all'angolo della bocca e le zampe superiori presentano spesso un'ampia fascia. Il pollo di montagna presenta anche una caratteristica piega scura dalla nuca all'inguine e occhi grandi e vistosi con pupille scure e iride dorata. Il corpo è robusto, con una testa grande e zampe ben muscolose. Il maschio del pollo di montagna si distingue dalla femmina per le sue dimensioni più piccole e per lo "sperone" nero su ciascun pollice, che serve a stringere la femmina durante l'accoppiamento.

## Distribuzione e habitat
Questa specie era un tempo presente in molte isole delle Piccole Antille dei Caraibi orientali, ma ora è limitato alle sole Dominica e Montserrat. Un tempo era presente con certezza in Guadalupa, Martinica e Saint Kitts e Nevis, ma ora è completamente estinta in questi luoghi e potrebbe aver abitato anche Saint Lucia e Antigua. C'è stato un tentativo fallito di introdurlo in Giamaica e a Porto Rico (dove non è originario). All'inizio degli anni 2000, la distribuzione del pollo di montagna era in gran parte limitata alla Centre Hill del nord di Montserrat, dopo aver perso gran parte del resto dell'isola a causa delle recenti eruzioni vulcaniche, e sul lato occidentale di Dominica. Si trova anche nella parte orientale della Dominica, ma l'origine della specie non è chiara e potrebbe essere stata introdotta nell'area.
Il pollo di montagna si trova in una varietà di habitat umidi, tra cui fitte foreste secondarie e macchie, piantagioni collinari, palmeti nelle valli fluviali, gole e foreste allagate, più comunemente vicino a ruscelli e sorgenti e raramente nelle praterie. In Dominica è più abbondante alle basse altitudini, anche se è presente fino a 400 m e a 430 m su Montserrat.